# Ezcabarte
Ezcabarte (em castelhano) ou Ezkabarte (em basco) é um município da Espanha na província e comunidade foral (autónoma) de Navarra. Tem 34,16 km² de área e em 2021 tinha 1 809 habitantes (densidade: 53 hab./km²).

## Demografia
| Variação demográfica do município entre 1991 e 2004 | Variação demográfica do município entre 1991 e 2004 | Variação demográfica do município entre 1991 e 2004 | Variação demográfica do município entre 1991 e 2004 |
| --------------------------------------------------- | --------------------------------------------------- | --------------------------------------------------- | --------------------------------------------------- |
| 1991                                                | 1996                                                | 2001                                                | 2004                                                |
| 946                                                 | 1085                                                | 1261                                                | 1403                                                |